# 中国人口出版社
中国人口出版社是中华人民共和国的一家出版社，成立于1989年，社址位于北京市。主要出版人口和计划生育图书。主辦單位是國家計劃生育委員會。